# Historia Audrey Hepburn
Historia Audrey Hepburn – amerykański film telewizyjny z 2000 roku o życiu Audrey Hepburn.

## Obsada
| Aktor                | Rola                                     |
| -------------------- | ---------------------------------------- |
| Jennifer Love Hewitt | Audrey Hepburn                           |
| Frances Fisher       | Baroness Ella Van Heemstra               |
| Keir Dullea          | Joseph Hepburn-Ruston                    |
| Gabriel Macht        | William Holden                           |
| Peter Giles          | James Hanson                             |
| Emmy Rossum          | Młoda Audrey Hepburn (w wieku 12-16 lat) |
| Eric McCormack       | Mel Ferrer                               |
| Seana Kofoed         | Kay Kendall                              |
| Michael J. Burg      | Truman Capote                            |
| Marcel Jeannin       | Givenchy                                 |
| Sarah Hyland         | Młoda Audrey Hepburn (8 lat)             |
| Lenie Scoffié        | Colette                                  |
| Ray Landry           | Humphrey Bogart                          |
| Sam Stone            | William Wyler                            |
| Swede Swensson       | Gregory Peck                             |
| Peter Feder          | Billy Wilder                             |
| Joan Copeland        | Cathleen Nesbitt                         |